# كلود شارون
كلود شارون هو إذاعي ومقدم تلفزيوني وسياسي كندي، ولد في 22 أكتوبر 1946 في مونتريال في كندا. نشط حزبياً في الحزب الكيبيكي. وقد انتخب عضو الجمعية الوطنية في كيبك ‏.